# Pterapogon

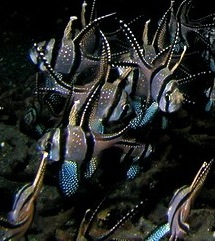
Pterapogon kauderni

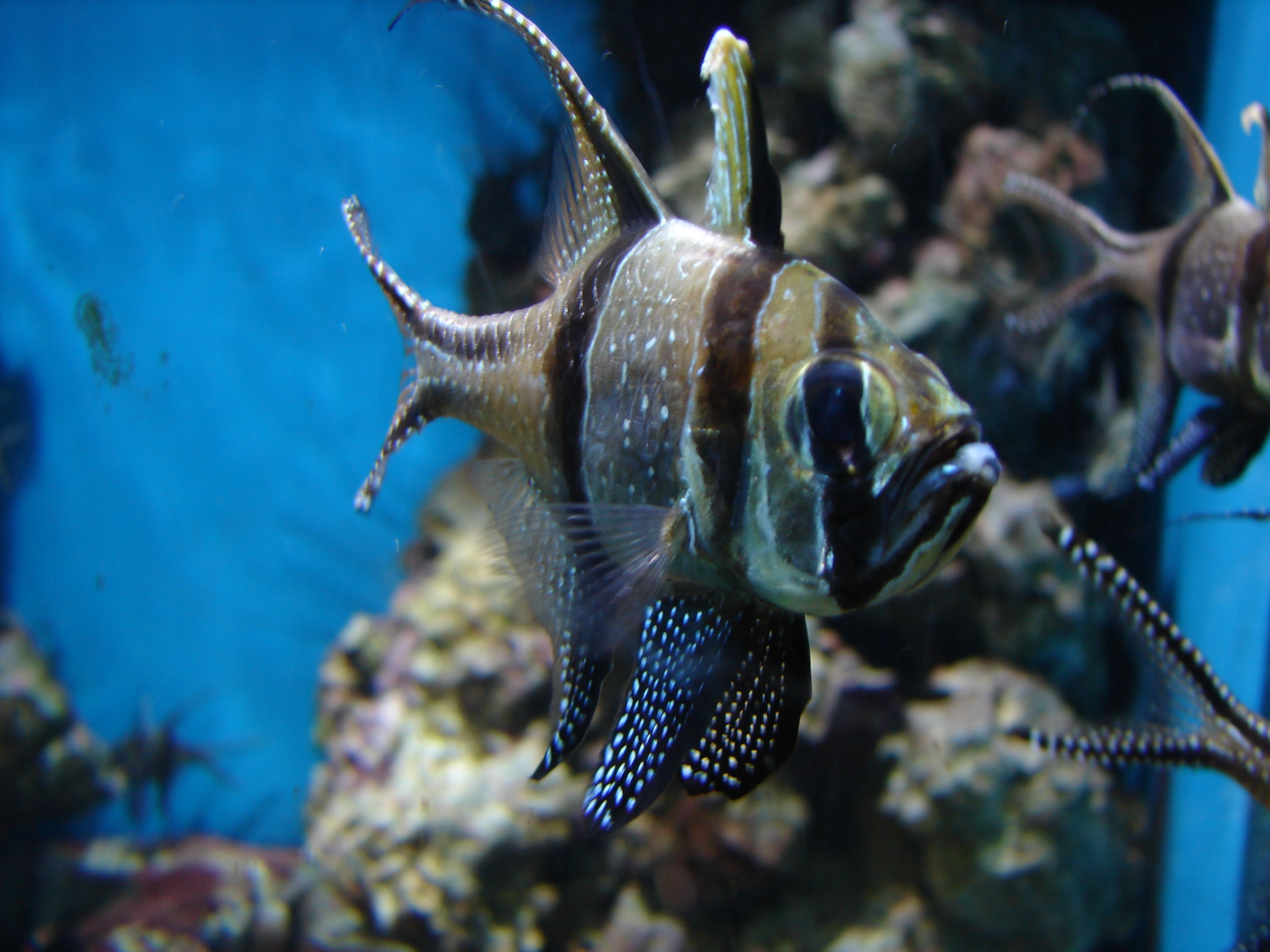
Pterapogon kauderni

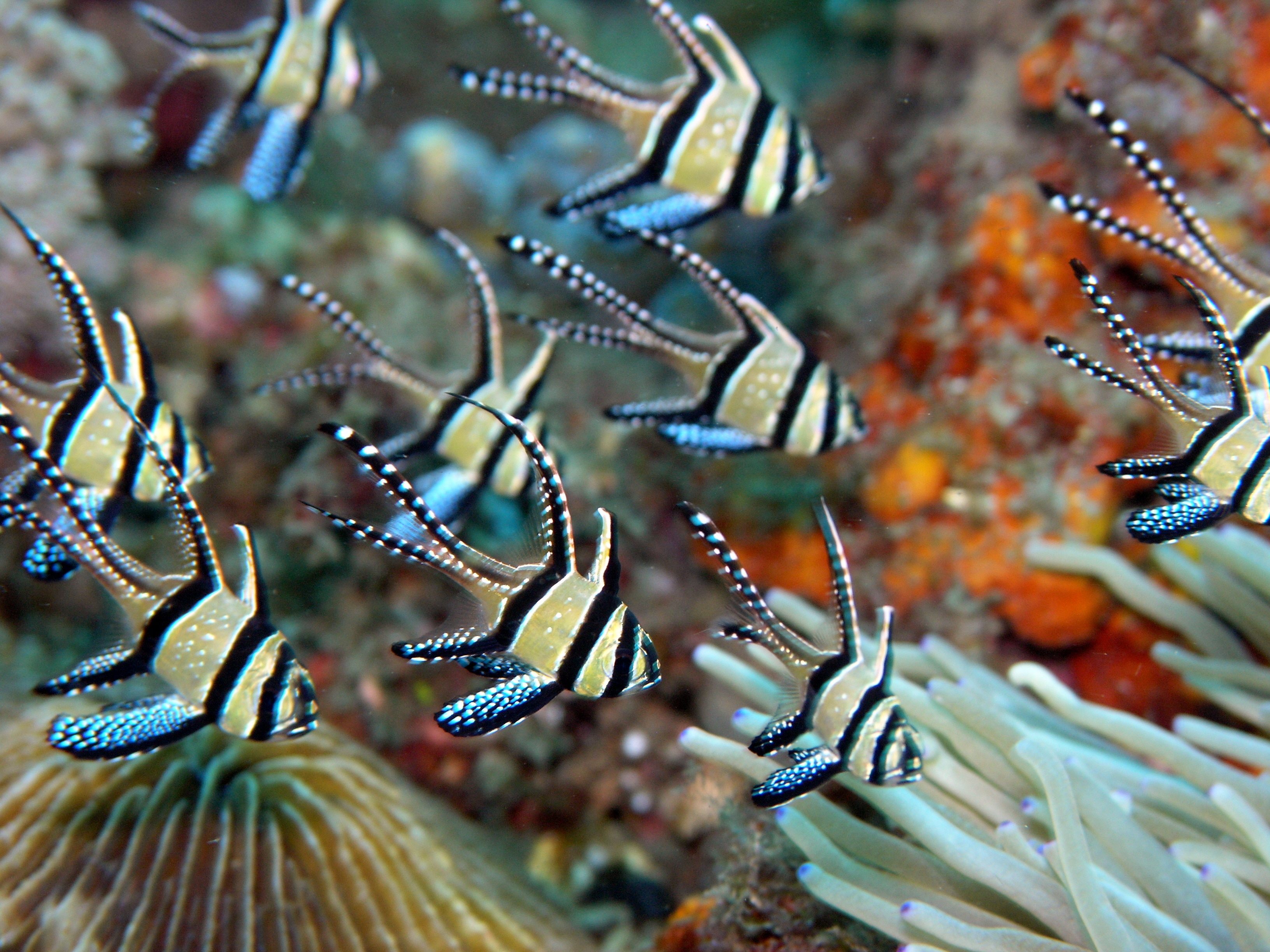
Pterapogon kauderni

Pterapogon és un gènere de peixos pertanyent a la família dels apogònids.

## Taxonomia
- Pterapogon kauderni (Koumans, 1933)[2][3][4][5]
- Pterapogon mirifica (Mees, 1966)[6][7][8][9][10][11]